# Anne Sybesma
Anne Sybesma (Murmerwoude, 14 augustus 1925 - Heerenveen, 8 maart 2011) was een Nederlands politicus van de ARP en later het CDA.

## Loopbaan
Sybesma (ook: Sijbesma) haalde als 14-jarige zijn mulo-diploma en ging aan het werk. Om aan de Arbeitseinsatz te ontkomen, dook hij in 1943 onder. Na de Tweede Wereldoorlog ging hij aan de slag bij de gemeentesecretarie van Krimpen aan den IJssel. Hij werkte er nog maar een paar weken, toen hij werd opgeroepen voor militaire dienst. Hij diende vier jaar, zowel in Nederland als in Indonesië, en keerde terug naar Krimpen. Via avondstudies leert hij bij, tot hij in 1955 werd benoemd tot hoofd-commies in Vollenhove. In 1962 werd hij gemeentesecretaris in Ulrum. Vijf jaar later werd hij benoemd tot burgemeester van Adorp. In 1984 verruilde hij Adorp voor Ten Boer. 
Sybesma ging in 1990 met pensioen. Hij overleed op 85-jarige leeftijd en werd begraven in Sauwerd. Hij was ridder in de Orde van Oranje-Nassau.